# Friedrich Hopp
Pour les articles homonymes, voir Hopp.
Friedrich Ernst Hopp (né le 23 août 1789 à Brünn, mort le 23 juin 1869 à Vienne) est un acteur et écrivain autrichien.

## Biographie
Hopp vient d'une famille d'artisans. Il est d'abord commerçant sédentaire puis ambulant et comptable, il est aussi comédien en amateur. À partir de 1815, il est engagé dans divers théâtres de Brno, Graz, Bratislava et Baden jusqu'en 1822 où il entre dans l'ensemble du Theater in der Josefstadt. Il joue aussi au Theater an der Wien dès 1825. En 1833, il est de la première de la pièce de Johann Nestroy Der böse Geist Lumpacivagabundus.
Lassé d'être dans l'ombre de Nestroy et écarté, il quitte Vienne en 1846 et joue en province. De 1847 à 1849, il est présent au Carltheater, mais s'en va après une dispute avec le directeur Carl Carl. Il revient à Vienne après sa mort de ce dernier en 1854, mais il doit interrompre sa carrière au Theater am Franz-Josefs-Kai en 1862 à cause de sa mauvaise santé.
Hopp écrit aussi des pièces, la première en 1829. Il est aussi un poète populaire, rival de Karl Haffner et Friedrich Kaiser. Nestroy tient le rôle principal de la pièce Der dreißigjährige ABC-Schütz.
Son fils Julius sera compositeur.

## Source de la traduction
- (de) Cet article est partiellement ou en totalité issu de l’article de Wikipédia en allemand intitulé « Friedrich Hopp » (voir la liste des auteurs).